# Diplomatski arhiv Ministarstva vanjskih poslova Republike Srbije
Diplomatski arhiv Ministarstva vanjskih poslova Republike Srbije (srpski: Дипломатски архив Министарства спољних послова Републике Србије / Diplomatski arhiv Ministarstva spoljnih poslova Republike Srbije), poznatiji kao Diplomatski arhiv, središnja je arhivska institucija nadležnog ministarstva u Srbiji smještena u Beogradu zadužena za arhiviranje diplomatske građe. Građa u Diplomatskom arhivu nominalno je dostupna istraživačima 30 godina nakon njezina nastanka. Arhivski materijal koji se čuva u ovoj instituciji posebno je značajan za razumijevanje povjesti razdoblja Hladnog rata, zbog istaknute uloge SFR Jugoslavije u Pokretu nesvrstanih zemalja što privlači i brojne strane istraživače toga razdoblja.

## Povijest

### Kraljevina Jugoslavija
Arhiv je osnovan 5. svibnja 1919. godine dekretom Ministarstva vanjskih poslova novoosnovane Kraljevine. Nova arhivska jedinica naslijedila je raniju dokumentaciju i knjižnice ministarstava vanjskih poslova Kraljevine Srbije i Kraljevine Crne Gore. Najstariji dokument u novom arhivu bio je službeni saveznički ugovor između Kneževine Srbije i Kneževine Rumunjske iz 1868. godine. Stručna komisija osnovana je u arhivu 1924. godine s ciljem pregleda dokumenata vezanih uz stvaranje nove ujedinjene jugoslavenske kraljevine, čime se dodatno profesionalizirao arhivski rad. Od 5. travnja 1930. novi zakon o diplomatskom arhivu odredio je institucionalne fondove i postupke. 10. kolovoza 1939. godine arhiv je prebačen u Povijesni odjel, no daljnji razvoj naglo je prekinut invazijom na Jugoslaviju 6. travnja 1941., nasiljem i uništavanjima u okviru Drugog svjetskog rata u Jugoslaviji i prijenosom diplomatskih dokumenata u nacističku Njemačku, a kasnije i u Sovjetski Savez. Već 1940. godine izrađeni su opsežni planovi za evakuaciju arhiva Ministarstva i kategorizaciju dokumenata prema važnosti kako bi se zaštitili najvrjedniji materijali. Nakon kapitulacije Jugoslavije 17. travnja 1941., Povijesni odjel prestao je s radom na četiri godine. Dijelovi arhiva su uništeni, dok su drugi materijali zaplijenjeni i prebačeni u Austriju, uključujući u Državni vojni arhiv u Beču, te pokrajinske arhive u Klagenfurtu i Grazu. Dio jugoslavenskih arhiva poslan je i u Središnji arhiv Reicha u Potsdamu.

### SFR Jugoslavija
Nakon oslobođenja Beograda i uspostave Demokratske Federativne Jugoslavije, Povijesni odjel ponovno je započeo s radom u ožujku 1945. godine. Od ožujka 1945. do sredine 1949. godine, njegov je primarni fokus bio na povratu dokumenata odnesenih iz zemlje tijekom Drugog svjetskog rata. 1949. godine, nakon sukoba Tito–Staljin, arhiv je zatvoren, a dokumenti su premješteni u izoliranije dijelove zemlje. Rad je ponovno započeo krajem 1957. godine u Dubrovniku, u starom benediktinskom samostanu svetog Jakova. 1960. godine arhiv se vratio u Beograd, gdje je od 1961. otvoren za znanstvena istraživanja.

### SR Jugoslavija & Srbija i Crna Gora
Nakon raspada Jugoslavije, Jugoslavenskih ratova i naknadnog potpisivanja Sporazuma o pitanjima sukcesije bivše Socijalističke Federativne Republike Jugoslavije, prva skupina istraživača iz Arhiva Republike Slovenije u Ljubljani ponovno je posjetila arhiv 2003. godine.

### Od 2006.
Srbija je ponovno stekla puni suverenitet nakon raspada državne zajednice Srbije i Crne Gore koji je uslijedio kao rezultat referenduma o neovisnosti Crne Gore 2006. godine. Danas je za pristup diplomatskom arhivu stranim državljanima potrebno odobrenje izravno od ministra vanjskih poslova, dok srpski državljani moraju dobiti dopuštenje od glavnog tajnika.